# 尾宿五
尾宿五 （天蝎座θ，θ Sco, θ Scorpii）是在黃道南端天蠍座內的恆星，它在西方的固有名稱是源於Sumer的Sargas。在中國，它屬於尾宿的星官 尾的第五顆星，故稱之為尾宿五。它的視星等是 +1.87，所以列名在最亮的恆星表中，裸眼就很容易看見。它的距離夠近，所以可以利用視差的技術來測量，估計大約是300光年（90秒差距）。
這是一顆在演化的亮巨星，光譜類型為F0 II，質量為太陽的5.7倍，半徑已經膨脹到太陽的26倍，發光能力為太陽的1,834倍，來自外殼的有效溫度是7,268K，使它發出黃白色的光，是顆F型恆星。這顆恆星的自轉非常快速，因此外觀的形狀是一個橢球體，赤道半徑比極半徑長19%。
它有一顆5.36等的伴星，角距離為6.470 秒。

## 現代傳承
尾宿五出現在巴西國旗上，代表的是26州中的阿拉戈斯州。

## 天蝎座的标志下出生的着名人物
费奥多尔*陀思妥耶夫斯基，俄罗斯作家
比尔盖茨，美国企业家，首席软件开发人员和微软公司董事会主席
巴勃罗*毕加索，西班牙画家
着名的西班牙航海家克里斯托弗*哥伦布
法国着名风景画家阿尔弗雷德*西斯利
Inessa Galaktionova，经济学家，高级执行董事
费利克斯*叶夫图申科夫（Felix Yevtushenkov）
统一俄罗斯中央执行委员会主席Alexander Sidyakin

## 外部連結
- Theta Sco